# 大耳叶风毛菊
大耳叶风毛菊（学名：Saussurea macrota）是菊科风毛菊属的植物，是中国的特有植物。分布于中国大陆的陕西、湖北、四川、甘肃等地，生长于海拔2,200米至3,300米的地区，多生于山坡、林下或灌丛中，目前尚未由人工引种栽培。